# Calathea cyclophora
Calathea cyclophora är en strimbladsväxtart som beskrevs av John Gilbert Baker. Calathea cyclophora ingår i släktet Calathea och familjen strimbladsväxter. Inga underarter finns listade.